# Pascal Judelewicz
Vous pouvez aider à l'améliorer ou bien discuter des problèmes sur sa page de discussion.
- Il ne cite pas suffisamment ses sources. Vous pouvez indiquer les passages à sourcer avec {{référence nécessaire}} ou {{Référence souhaitée}}, et inclure les références utiles en les liant aux notes de bas de page. (Marqué depuis avril 2024)
- Certaines informations devraient être mieux reliées aux sources mentionnées dans la bibliographie ou les liens externes. Améliorez sa vérifiabilité en les associant par des références. (Marqué depuis avril 2024)

- Archive Wikiwix
- Bing
- Cairn
- DuckDuckGo
- E. Universalis
- Gallica
- Google
- G. Books
- G. News
- G. Scholar
- Persée
- Qwant
- (zh) Baidu
- (ru) Yandex
- (wd) trouver des œuvres sur Wikidata

Pascal Judelewicz est président et producteur chez Acajou Films.

## Biographie
En 1989, il produit le premier long métrage de Jean-Philippe Toussaint, Monsieur et en 1998 La Patinoire.
En 1994, il produit Mina Tannenbaum de Martine Dugowson et La Partie d'échecs d’Yves Hanchar.
Il produit par la suite le premier film de Manuel Pradal, Marie Baie des Anges en 1996 ainsi que son second film, Ginostra, en 2001.
En 1997, il co-produit Place Vendôme de Nicole Garcia, puis, en 1999, Mon père, ma mère, mes frères et mes sœurs… de Charlotte de Turckheim et Le Battement d’ailes des papillons de Laurent Firode en 2000. Everybody Famous de Dominique Deruderre est nommé aux Oscars en 2001 dans la catégorie meilleur film étranger.
Pascal Judelewicz produira également le second film de Xhuvani, Dear Enemy, meilleur scénario européen au festival de Sundance. En 2005, il produit Les Oiseaux du ciel d’Éliane de Latour, puis C'est Gradiva qui vous appelle d’Alain Robbe-Grillet.
En 2009, il produit Unter Bauern de Ludi Boeken et The Vintner's Luck avec sa société Acajou Films. 
Il a également produit le film Jappeloup, écrit et interprété par Guillaume Canet et réalisé par Christian Duguay.

## Filmographie
- 1981 : The French de William Klein
- 1990 : Monsieur de Jean-Philippe Toussaint
- 1992 : La Sévillane de Jean-Philippe Toussaint
- 1993 : Mina Tannenbaum de Martine Dugowson
- 1994 : La Partie d'échecs de Yves Hanchar
- 1996 : Un air si pur de Yves Angelo
- 1997 : Mordbüro de Lionel Kopp
- 1997 : Marie Baie des Anges de Manuel Pradal
- 1997 : Le Secret de Polichinelle de Franck Landron
- 1997 : Place Vendôme de Nicole Garcia
- 1999 : La Patinoire de Jean-Philippe Toussaint
- 2000 : Mon père, ma mère, mes frères et mes sœurs… de Charlotte de Turckheim
- 2000 : Everybody Famous de Dominique Deruddere
- 2000 : Le Battement d'ailes du papillon de Laurent Firode
- 2001 : Ginostra de Manuel Pradal
- 2001 : En vacances de Yves Hanchar
- 2001 : Slogans de Gjergj Xhuvani
- 2004 : Dear Enemy de Gjergj Xhuvani
- 2004 : Littoral de Wajdi Mouawad
- 2005 : Les Oiseaux du ciel d'Éliane de Latour
- 2007 : C'est Gradiva qui vous appelle d'Alain Robbe-Grillet
- 2009 : The Vintner's Luck de Niki Caro
- 2010 : Q de Laurent Bouhnik
- 2010 : Marga de Ludi Boeken
- 2012 : Jappeloup de Christian Duguay
- 2018 : Normandie nue de Philippe Le Guay